# Maria Crocifissa Satellico
Elisabetta Maria Satellico, O.S.C., řeholním jménem Maria Crocifissa (31. prosince 1706, Benátky – 8. listopadu 1745, Ostra Vetere) byla italská římskokatolická řeholnice řádu Chudých sester svaté Kláry, působící jako abatyše svého kláštera. Katolická církev ji uctívá jako blahoslavenou.

## Život
Narodila se dne 31. prosince 1706 v Benátkách rodičům Pieru Satellicovi a Lucii Mander. V dětství žila s rodiči v domě svého strýce z matčiny strany, který byl knězem. Pokřtěna byla dne 9. ledna 1907. Během svého dětství trpěla křehkým zdravým, ale vynikala pěveckými schopnostmi. Pěstovala hlubokou náboženskou víru a rozhodla se stát klariskou.
Studovala v klášteře klarisek v Ostra Vetere, kde se také učila hře na varhany a zpěvu. Do kláštera se rozhodla vstoupit a dne 3. května 1717 přijala řeholní hábit, což jí kvůli jejímu nízkému věku musel povolit místní biskup, kterým byl biskup ze Senigallia Bartolomeo Castelli. Dne 19. května 1726 složila v řádu své řeholní sliby. Zvolila si řeholní jméno Maria Crocifissa.
Roku 1742 byla zvolena abatyší kláštera v Ostra Vetere. Jejími duchovními řediteli byli Angelo Sandreani a Giovanni Battista Scaramelli (její první životopisec). Dle jím psaného životopisu měla mít časté mystické prožitky, kdy se u ní projevovaly stavy extáze, transverberace nebo stigmatizace.
Zemřela na tuberkulózu dne 8. listopadu 1745 v Ostra Vetere, kde byla také pohřbena v kostele Santa Lucia.

## Úcta
Její beatifikační proces započal dne 22. února 1806, čímž obdržela titul služebnice Boží. Dne 14. května 1991 ji papež sv. Jan Pavel II. podepsáním dekretu o jejích hrdinských ctnostech prohlásil za ctihodnou. Dne 2. dubna 1993 byl uznán zázrak na její přímluvu, potřebný pro její blahořečení.
Blahořečena pak byla dne 10. října 1993 na Svatopetrském náměstí papežem sv. Janem Pavlem II.
Její památka je připomínána 8. listopadu. Bývá zobrazována v řeholním oděvu.